# Myrmica macrocephala
Myrmica macrocephala är en myrart som beskrevs av Oswald Heer 1850. Myrmica macrocephala ingår i släktet rödmyror, och familjen myror. Inga underarter finns listade i Catalogue of Life.